# トランスコスモス
トランスコスモス株式会社（transcosmos inc.）は、東京都豊島区に本社を置く日本の企業。会社法に基づく登記上の商号はトランス・コスモス株式会社。
デジタルマーケティング事業、EC事業、コールセンター事業、BPO事業、グローバル事業を展開する。東京都豊島区のサンシャイン60内の本社のほか、日本国内各地と、日本国外には中国、韓国、ASEAN各国、アメリカ、ヨーロッパの国と地域に事業拠点を持つ。
2022年、JPX日経インデックス400の構成銘柄の一つに選定。同年、経済産業省・東京証券取引所が選出する「DX注目企業2024」に選定される。

## 沿革
- 1966年（昭和41年）6月 - 創業者の奥田耕己が、当社の前身となる丸栄計算センター株式会社を設立。
- 1985年（昭和60年）6月 - トランス・コスモス株式会社を設立。
- 1992年（平成4年）10月 - 東京証券取引所市場第二部上場。
- 1995年（平成7年）2月 - 大宇宙信息創造（中国）有限公司を設立。
- 1997年（平成9年） 
  - 5月 - 株式会社Jストリームを設立。
  - 9月 - 東京証券取引所市場第一部上場。
- 2000年（平成12年）3月 - スカイライト コンサルティング株式会社を設立。
- 2003年（平成15年）10月 - 東京本社を渋谷区に移転。
- 2004年（平成16年）
  - 2月 - 応用技術株式会社に資本参加。
  - 7月 - ミットサイアム・テレサービス株式会社（現・transcosmos (Thailand) Co., Ltd. ）と資本提携。
- 2005年（平成17年）4月 - 株式会社トランスコスモス アシストを設立。
- 2006年（平成18年）
  - 1月 - 大宇宙設計開発(大連)有限公司を設立。
  - 3月 - 上海特思尓大宇宙商務咨詢有限公司を設立。
  - 3月 - クロスコ株式会社と資本提携。
- 2007年（平成19年）
  - 1月 - トランスコスモス・テクノロジーズ（現・トランスコスモス・デジタル・テクノロジー）を設立。
  - 4月 - 大宇宙信息系統（本渓）有限公司を設立。
  - 9月 - トランスコスモスフィールドマーケティング株式会社（現・トランスコスモスパートナーズ）を設立。
  - 9月 - eMnet Inc.と資本提携
- 2008年（平成20年）
  - 8月 - 大宇宙ジャパン株式会社を設立。
  - 11月 - 蘇州大宇宙信息創造有限公司を設立。
- 2009年（平成21年）7月 - CIC Korea Inc.とInwoo Tech Inc.合併、transcosmos Korea Inc. へ社名変更。
- 2010年（平成22年）4月 - 大宇宙商業服務（蘇州）有限公司を設立。
- 2012年（平成24年）
  - 5月 - トランスコスモス・アナリティクス株式会社を設立。
  - 7月 - 産経ヒューマンラーニング株式会社を設立。
- 2013年（平成25年）
  - 6月 - PT. transcosmos Indonesiaを設立。
  - 7月 - 京都営業所を開設。
  - 10月 - 大慶大宇宙設計開発有限公司を設立。
  - 12月 - transcosmos Asia Philippines, Inc.を設立。
- 2014年（平成26年）
  - 3月 - transcosmos Vietnam co., ltd.を設立。
  - 4月 - Ookbee Company Limitedと資本・業務提携。
  - 9月 - TRANSCOSMOS (MALAYSIA) SDN. BHD.を設立。
  - 10月 - 优趣汇（上海）供应链管理有限公司（UNQ）と資本・業務提携。
  - 11月 - TRANSCOSMOS（UK）LIMITEDを設立。
  - 11月 - transcosmos technology Vietnam Co., Ltd.を設立。
  - 12月 - 済南大宇宙信息創造有限公司を設立。
- 2015年（平成27年）
  - 3月 - TAKASHIMAYA TRANSCOSMOS INTERNATIONAL COMMERCE PTE. LTD.を設立。
  - 6月 - 山東雅諾達電子商務有限公司（略称：Magic Panda）と資本・業務提携。
  - 7月 - グランドデザイン株式会社に資本参加。
  - 7月 - 株式会社caramoの株式を譲受。
  - 9月 - VAIMO ABと資本・業務提携。
- 2016年（平成28年）
  - 2月 - 株式会社富士通HRプロフェショナルズ（現・FTHRプロフェショナルズ）の株式の一部を譲受。
  - 4月 - Merlin Information Systems Group Limited（現・transcosmos Information Systems Limited）を子会社化。
  - 5月 - transcosmos online communications株式会社を設立。
  - 8月 - 台灣特思爾大宇宙股份有限公司（transcosmos Taiwan Inc.）を設立。
  - 11月 - Infracommerceと資本・業務提携。
- 2017年（平成29年）
  - 5月 - Soft Space Sdn Bhd と資本・業務提携。
  - 6月 - playground株式会社を設立。
  - 9月 - ミーアンドスターズ株式会社を設立。
  - 9月 - 株式会社電通デジタルドライブを設立。
  - 9月 - マシンラーニング・ソリューションズ株式会社を設立。
  - 12月 - 全国SNSカウンセリング協議会を設立。
- 2018年（平成30年）
  - 3月 - TRANSCOSMOS OMNICONNECT, LLCを設立。
  - 4月 - PT.transcosmos Commerceを設立。
- 2019年（令和元年）
  - 9月 - 株式会社GVを設立。
  - 11月 - 東芝ヒューマンアセットサービス株式会社（現・TTヒューマンアセットサービス）の株式の一部を譲受。
  - 11月 - 東芝ピーエム株式会社（現・TTピーエム）の株式の一部を譲受。
- 2020年（令和2年）
  - 3月 - 第二本社をサンシャイン60に設立。
- 2021年（令和3年）
  - 6月 - transcosmos international Pte. Ltd.を設立。
  - 6月 - TRANSCOSMOS ZERO PTE. LTD.を設立。
  - 8月 - 株式会社Brand Operationを設立。
  - 9月 - 本社をサンシャイン60に移転。
  - 9月 - 本店を渋谷ファーストタワーに移転。
- 2022年（令和4年）
  - 4月 -  東京証券取引所プライム市場へ移行。
  - 4月 -  創業者 奥田耕己 逝去
  - 4月 -  故 奥田耕己「正五位 旭日中綬章」受章
- 2023年（令和5年）
  - 10月 -   深圳大宇宙信息創造有限公司設立
  - 12月 - BPOセンター仙台五橋開設。
  - 12月 - 株式会社ウェブライフと資本・業務提携。
- 2024年（令和6年）
  - 3月 - transcosmos India Private Limited設立。
  - 3月 - BPOセンター福岡呉服町開設。
  - 5月 - BPOセンター札幌北八条開設。
  - 6月 - 大宇宙信息系統（蘇州）有限公司設立。
  - 8月 - 故 奥田耕己 国立和歌山大学より名誉学士号を授与。
  - 11月 - BPOセンター長崎スタジアムシティ開設。

## 提供サービス

### BtoB
企業の売上拡大を支援するサービスとして、 チャネル統合型コミュニケーションサービス、AI・データドリブン コミュニケーションサービス、インターネットプロモーションサービス、デジタルインテグレーションサービス、ShopifyでのECサイト制作、LINE向け統合サービス、ソーシャルメディアサービス、オムニチャネル統合プラットフォーム「Gotcha!mall」「MOALA」、マーケティングリサーチ／アナリティクスサービス、ECワンストップサービス、Amazon・楽天出店・売上最大化支援、フルフィルメント（ロジスティクス）サービス、リバースロジ（返品物流サービス）、マーケティングオートメーション（MA）導入・運用、コンタクトセンターサービスなどを手がける。
その他、コスト最適化を支援するサービスとして、ビジネスプロセスサービス、コーポレートBPOサービス、ビルディングインフラサービス、エンジニアリングサービス、ITアウトソーシングサービス、コンタクトセンターサービス、オフショアサービスなどを提供している。

### BtoC
- Gotchamall - 買い物クーポン
- 藤巻百貨店 - EC
- GeekJackJk - 越境EC
- ワークイット - 求人サイト

## グループ企業

### 国内グループ企業
- トランスコスモス・アナリティクス株式会社
- transcosmos online communications株式会社
- 株式会社トランスコスモス・デジタル・テクノロジー
- トランスコスモスパートナーズ株式会社
- 応用技術株式会社
- クロスコ株式会社
- グランドデザイン株式会社
- 株式会社GV
- 株式会社Jストリーム
- スカイライトコンサルティング株式会社
- 株式会社電通デジタルドライブ
- 株式会社FTHRプロフェショナルズ
- TTヒューマンアセットサービス株式会社
- TTピーエム株式会社
- 東北電力トランスコスモスマネジメントパートナー株式会社
- playground株式会社
- マシンラーニング・ソリューションズ株式会社
- ミーアンドスターズ株式会社
- ラブロック株式会社
- 株式会社Brand Operation
- 藤巻百貨店
- 産経ヒューマンラーニング株式会社
- 株式会社トランスコスモス・アシスト

#### 過去の国内グループ企業
- amimo有限責任事業組合 - 2009年清算
- ショックウェーブエンターテインメント株式会社 - 2009年解散
- BPS株式会社 - 2009年清算
- アバカス・ジャパン株式会社 - 2009年清算
- ビカム株式会社 - 2009年度株式譲渡
- ネットスイート株式会社 - 2009年度株式譲渡
- 株式会社ネットマイル - 2009年度株式譲渡
- ダブルクリック株式会社 - 2010年、国内におけるDART事業をGoogleに売却後、吸収合併
- 株式会社リッスンジャパン - 2010年株式譲渡
- 株式会社グリッド・ソリューションズ - 2010年清算
- 日本公共料金サービス株式会社 - 2010年度株式譲渡
- 株式会社富士山マガジンサービス - 2010年度株式一部譲渡によりグループ範囲外へ
- トランスコスモス シー・アール・エム宮崎株式会社 - 2011年清算
- 株式会社マーケットスイッチ・ジャパン - 2011年清算
- サイバーソース株式会社 - 2012年度株式譲渡
- 株式会社アレス・アンド・マーキュリー - 2012年清算
- 株式会社フロム・ソフトウェア - 2014年株式譲渡
- 日本直販株式会社 - 2022年株式譲渡

### 国外グループ会社
- 中国
  - 上海特思尓大宇宙商務諮詢有限公司
  - 大宇宙商業服務（蘇州）有限公司
  - 大宇宙設計開発（大連）有限公司
  - 大慶大宇宙設計開発有限公司
  - 大宇宙信息系統（本渓）有限公司
  - 大宇宙信息創造（中国）有限公司
  - 蘇州大宇宙信息創造有限公司
  - 大宇宙ジャパン株式会社
  - 済南大宇宙信息創造有限公司
  - 大宇宙信息系統（蘇州）有限公司
  - 优趣汇（上海）供应链管理有限公司（UNQ）
  - 能猫（山東）集団有限公司（Magic Panda）
- 台湾
  - 台灣特思爾大宇宙股份有限公司
- 韓国
  - transcosmos Korea, Inc.
  - eMnet Inc.
- インドネシア
  - PT. transcosmos Indonesia
  - PT. transcosmos Commerce
- タイ
  - transcosmos （Thailand） Co., Ltd.
  - Ookbee
- ベトナム
  - transcosmos Vietnam co., ltd.
  - transcosmos technology Vietnam Co., Ltd.
- フィリピン
  - transcosmos Asia Philippines, Inc.
- マレーシア
  - TRANSCOSMOS (MALAYSIA) SDN. BHD.
  - Soft Space Sdn Bhd
- シンガポール
  - TAKASHIMAYA TRANSCOSMOS INTERNATIONAL COMMERCE PTE. LTD.
  - transcosmos international Pte. Ltd.
  - TRANSCOSMOS ZERO PTE. LTD.
- インド
  - transcosmos India Private Limited
- 米国
  - transcosmos America, Inc.
  - TRANSCOSMOS OMNICONNECT, LLC
- スウェーデン
  - VAIMO AB
- 中南米
  - Infracommerce

## スポンサード
- FC琉球 （サッカー Jリーグ） 2005年 -
- V・ファーレン長崎（同上）マスコット「ヴィヴィくん」のユニホームスポンサー、2015年 -
- 東北楽天ゴールデンイーグルス （日本プロ野球） 2007年
- アルテリーヴォ和歌山 （関西サッカーリーグ） 2011年 -

### ネーミングライツ
- トランスコスモススタジアム長崎 - V・ファーレン長崎のホームスタジアムである長崎県立総合運動公園陸上競技場の命名権を2016年8月1日より取得（クリーンスタジアム規定が適用される国際試合を除く）[7]。

## 関連事業
- Second Life - 2007年から、セカンドライフ参入支援として、企業向けにアバター派遣サービスを展開している。
- 近未来予報ツギクル - トランスコスモスがフジテレビと制作した番組。
- amimo - プロダクション・アイジーとトランスコスモスが共同出資し2006年に設立した有限責任事業組合 (LLP) 。